# Mosóbánya
Mosóbánya (románul: Băița de sub Codru) falu Romániában, Máramaros megyében.

## Fekvése
Máramaros megyében, a Bükk-hegység alatt, a Szilágy-patak egyik mellékága mellett, Bükkörményes nyugati szomszédjában fekvő település.

## Nevének eredete
A falu egykori lakosai aranymosással foglalkoztak, innen ered neve is.

## Története
Mosóbánya nevét az oklevelek 1475-ben említették először, ekkor a Drágffyak birtoka volt. 1569 előtt Báthory György volt birtokosa. A birtokot János Zsigmond Gyulafi Lászlónak adományoztta. Mosóbányán 1676-ban Kapi György és Bethlen Farkasné Ostrosith Borbála osztozkodtak.
A települést ekkor már csak mint puszta faluhelyet említették, mely nagy valószínűséggel 1682 előtt Várad török kézre jutása utáni időkben pusztult el. 1792-es összeíráskor - melyet a hadi terhekhez való hozzájárulással kapcsolatban végeztek - a település birtokosa volt gróf Kornis Mihály és gróf Gyulai József, gróf Bethlen Sámuel, gróf Toroczkai és báró Bornemissza József. 
1847-ben lakosainak száma 526 volt, ebből római katolikus 1, görögkatolikus 514, izraelita 11 fő volt.
1890-ben 1500 lakosából magyar nyelvű 17, oláh 1474, egyéb nyelvű 9, vallásuk szerint 9 római katolikus, 1424 görögkatolikus, 8 református, 59 izraelita volt. A település lakóházainak száma ekkor 291 volt. 
A trianoni békeszerződés előtt Szilágy vármegye Szilágycsehi járásához tartozott a falu.

## Nevezetességek
- Görögkatolikus kőtemplomuk építéséhez 1886-ban kezdtek hozzá. Előző fatemplomuk 1637-ben épült fel. Anyakönyvet 1823-tól vezetnek.